# Поворск
Пово́рск (укр. Поворськ) — село в Ковельском районе Волынской области Украины. Административный центр Поворской сельской общины.
Код КОАТУУ — 0722187401. Население по переписи 2001 года составляет 1875 человек. Почтовый индекс — 45050. Телефонный код — 3352. Занимает площадь 6,335 км².